# قلوب حائرة (مسلسل)
قلوب حائرة مسلسل تلفزيوني كويتي تم بثه في 10 مايو 2009.

## ملخص القصة
في إطار درامي، يتناول العمل العلاقات المادية المشبوهة في المجتمعات العربية مثل المخدرات والزواج السري، والظلم الذي قد يحول إنسان مسالم فيتعامل على غير طبيعته التي تعود عليها.

## البطولة
| الممثل(ة)           |
| ------------------- |
| هدى الخطيب          |
| علي جمعة            |
| منى شداد            |
| شهاب حاجيه          |
| طارق الكندري        |
| ابتسام العطاوي      |
| سلمى سالم           |
| خالد العجيرب        |
| دريعان الدريعان     |
| جعفر الغريب         |
| عبد العزيز السكيرين |
| صمود                |
| غرور                |
| أمل عباس            |
| أمل محمد            |
| رونق                |
| عبد الله بهمن       |
| أمل عبد الكريم      |
| هدى صلاح            |
| حلا                 |